# Nicotiana tabacum
Nicotiana tabacum este o plantă anuală erbacee din familia Solanaceae, familie de care aparțin și tomatele, cartoful, și mătrăguna. Planta se cultivă, din ea făcându-se produse de tutungerie. Tutunul ajunge în Europa după descoperirea Americii (1492). Francezul Jean Nicot a contribuit la introducerea tutunului în Franța ca plantă medicinală. Mai târziu s-a reușit extragerea nicotinei din frunzele de tutun. La început acest alcaloid a fost folosit ca insecticid, iar ulterior a fost trecut în categoria droguri.

## Utilizare
Până în secolul XVII, tutunul era considerat plantă medicinală fiind folosit în afecțiunile oculare. Ca plantă de cultură sunt folosite în prezent (2009) doar două varietăți de Nicotiana tabacum dintre care „Virginia” este cea mai răspândită. Recoltarea tutunului se face în special pentru producerea țigărilor. Tutunul de culoare închisă obținut prin uscarea frunzelor plantei Nicotiana rustica este mai apreciat decât tutunul de culoare deschisă. În prezent, industria farmaceutică caută obținerea din tutun a unor medicamente. De asemenea se produc extracte pentru industria de parfumuri.
Tutunul face parte dintre plantele al căror genom este bine cunoscut; de acea este o plantă utilizată frecvent în cercetările genetice. O altă utilizare a plantei este ca plantă ornamentală, cu variantele Nicotiana sylvestris, Nicotiana x sanderae, „Nicotiana forgetiana și Nicotiana alata. Prin încrucișări s-au obținuți produși cu flori cu un colorit variat și cu aromă plăcută ca de exemplu „Regina nopții” (Nicotiana alata).
În prezent sunt tot mai criticate reclamele care propagă fumatul, se caută informarea consumatorilor despre efectele negative ale nicotinei prin material documentar sau prin legi care le impun producătorilor ca pe pachetul de țigări să existe inscripția „tutunul este un produs cancerigen”. În Europa sunt localuri sau locuri de muncă unde, pentru protejarea nefumătorilor, este interzis fumatul.

## Gallery

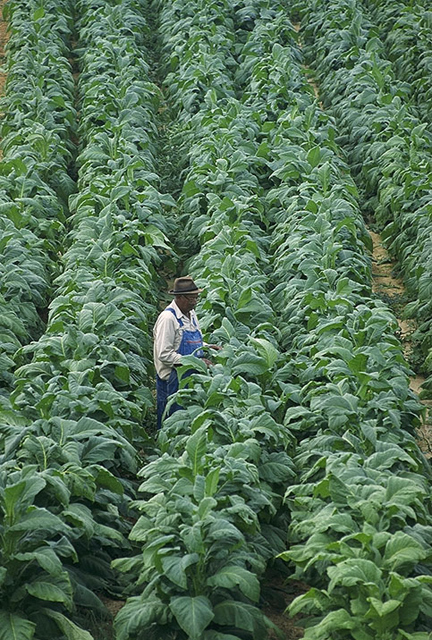
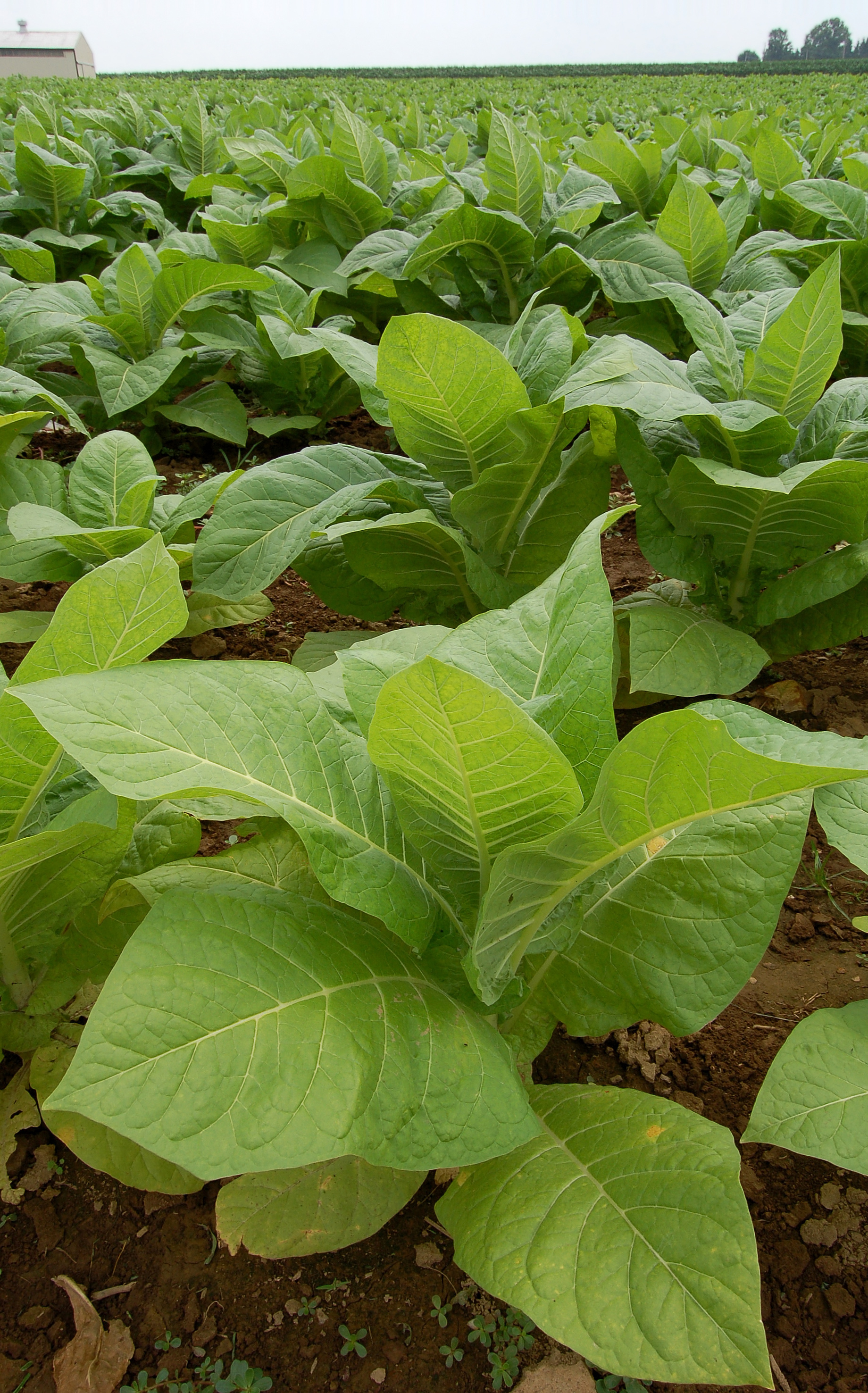
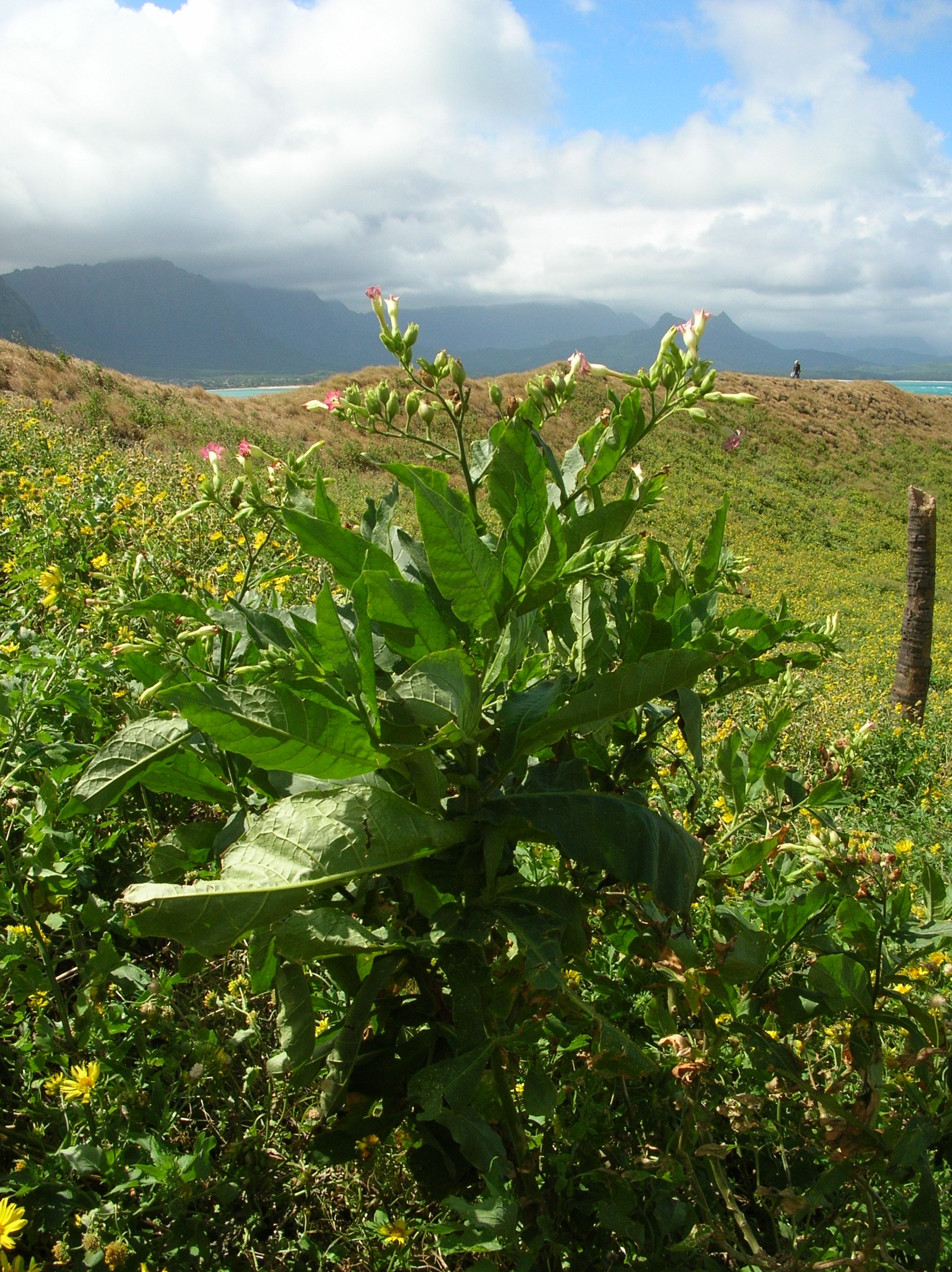
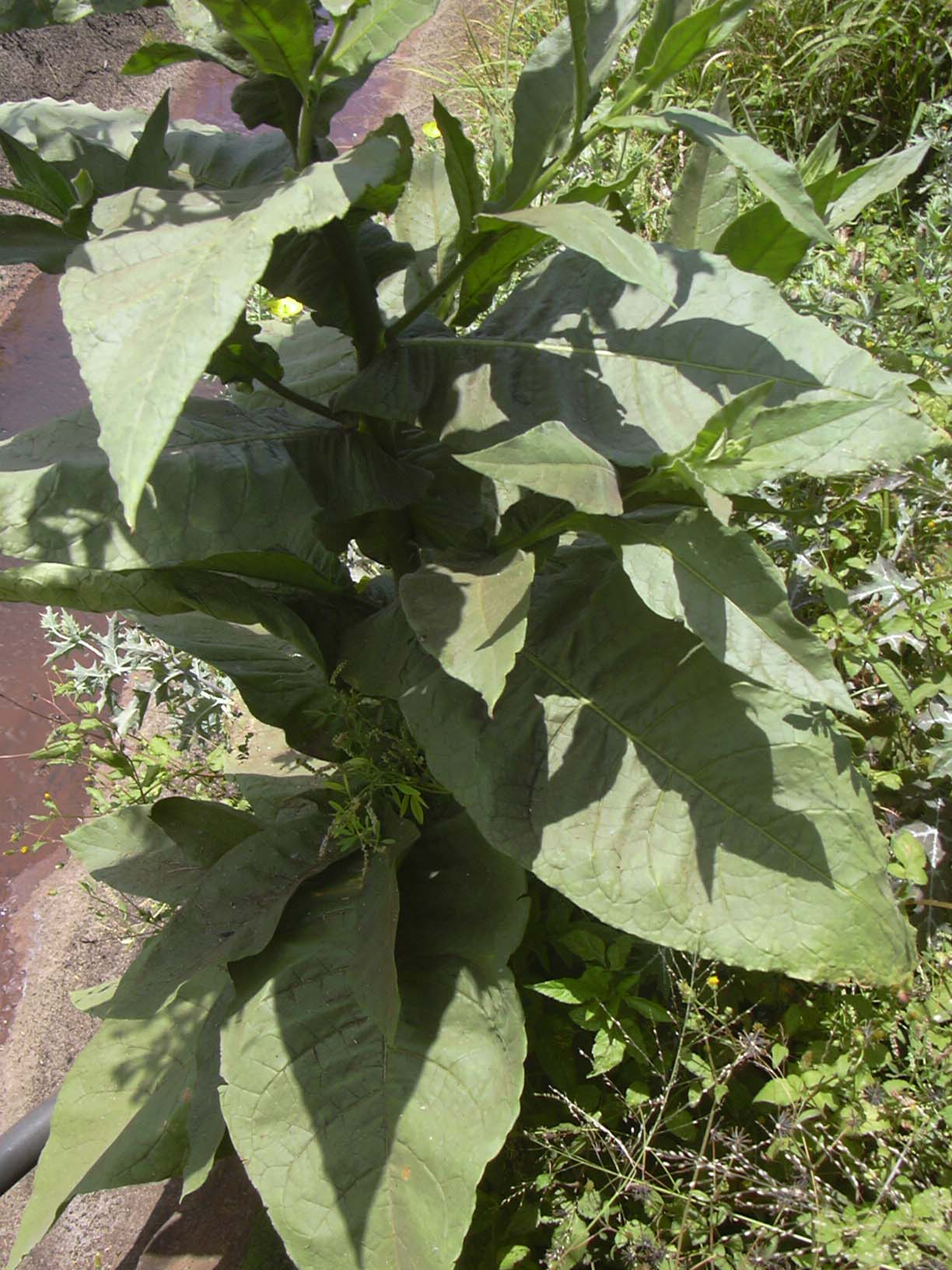
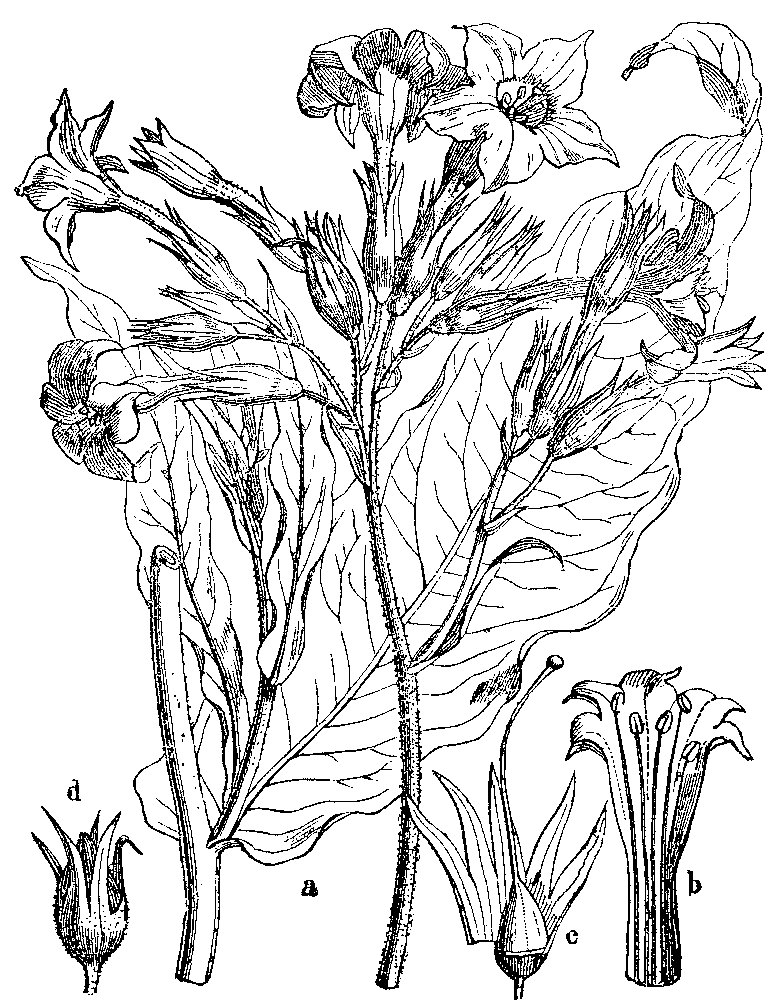
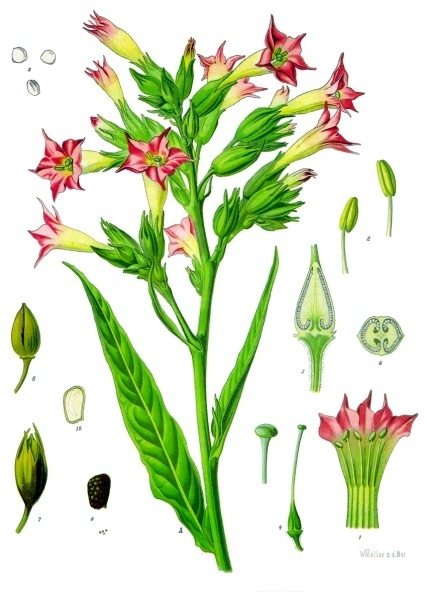
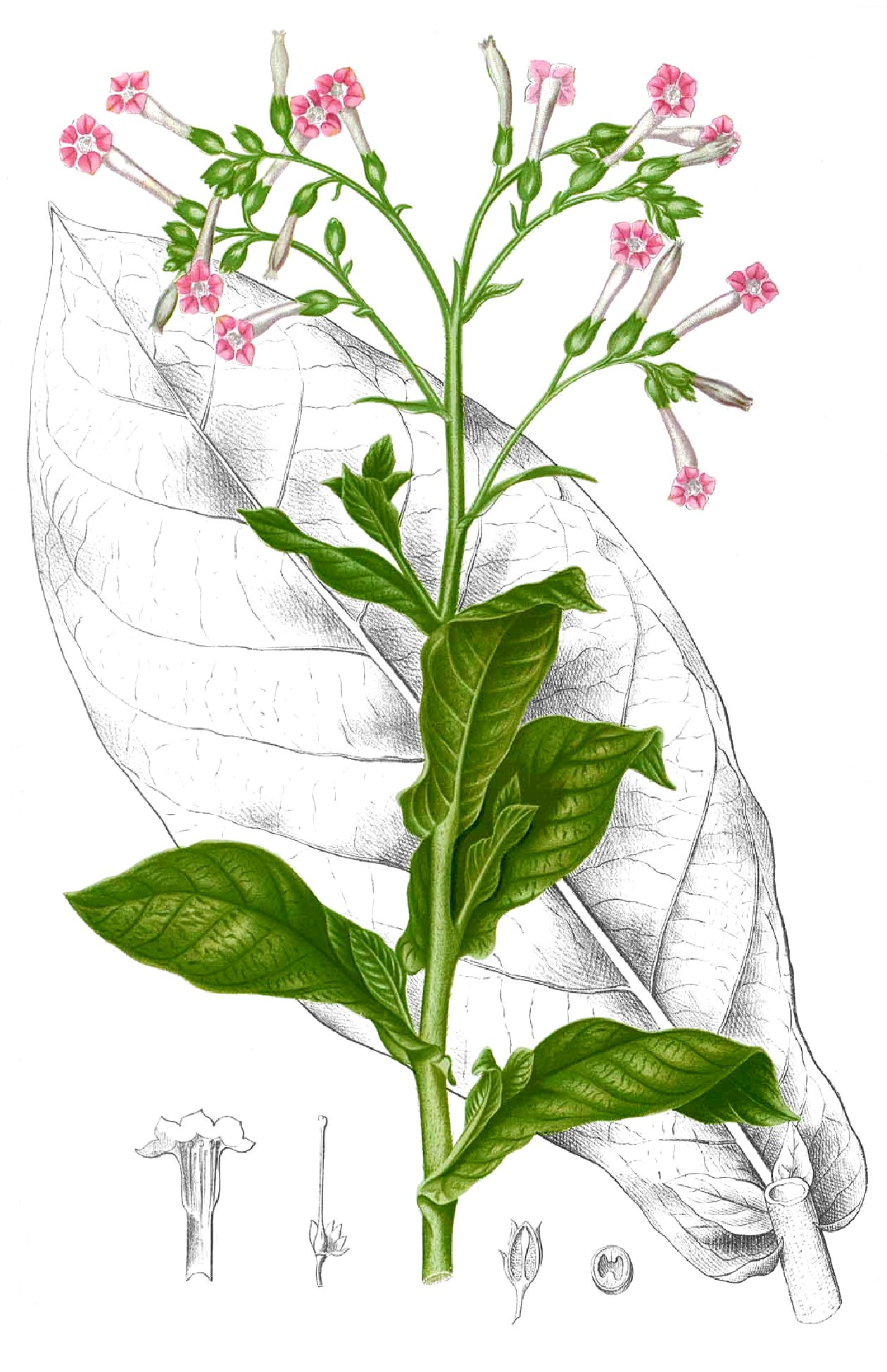
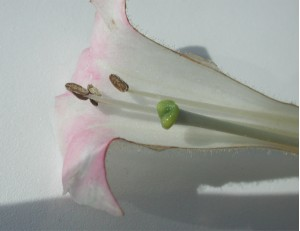